# Tengkangpoche
Der Tengkangpoche (auch Teng Kang Poche, Thyāṅmoche) ist ein Berg im Himalaya im Südosten der Gebirgsgruppe Rolwaling Himal.
Der 6487 m hohe Tengkangpoche liegt westlich von Namche Bazar in dem Bergkamm Lumding Himal in der Khumbu-Region der nepalesischen Verwaltungszone Sagarmatha. Der Trekkinggipfel Kongde Ri (6187 m) liegt 4,64 km weiter östlich. Unweit des Tengkangpoche liegt das Bergdorf Thame.
Die erste genehmigte Besteigung des Tengkangpoche gelang Simon Anthamatten und Ueli Steck am 24. April 2008. Sie erreichten den Gipfel mittels Erstbegehung der Nordwand im Alpinstil (Checkmate: 1700 m, M7+, WI5, 6/A0), wofür sie mit dem Piolet d’Or ausgezeichnet wurden.
Zuvor gab es mindestens eine ungenehmigte Besteigung des Tengkangpoche – von Trevor Pilling und Andy Zimet im Jahr 1984 über den Ostgrat.
Der Tengkangpoche ist ein beliebtes Ziel für Kletterer. Neben der Aufstiegsroute Checkmate („Schachmatt“) führen noch weitere zum Gipfel des Tengkangpoche, beispielsweise Moonlight und Battle for Love, beide an der Nordostwand.